# Haus zu den Sieben Türmen

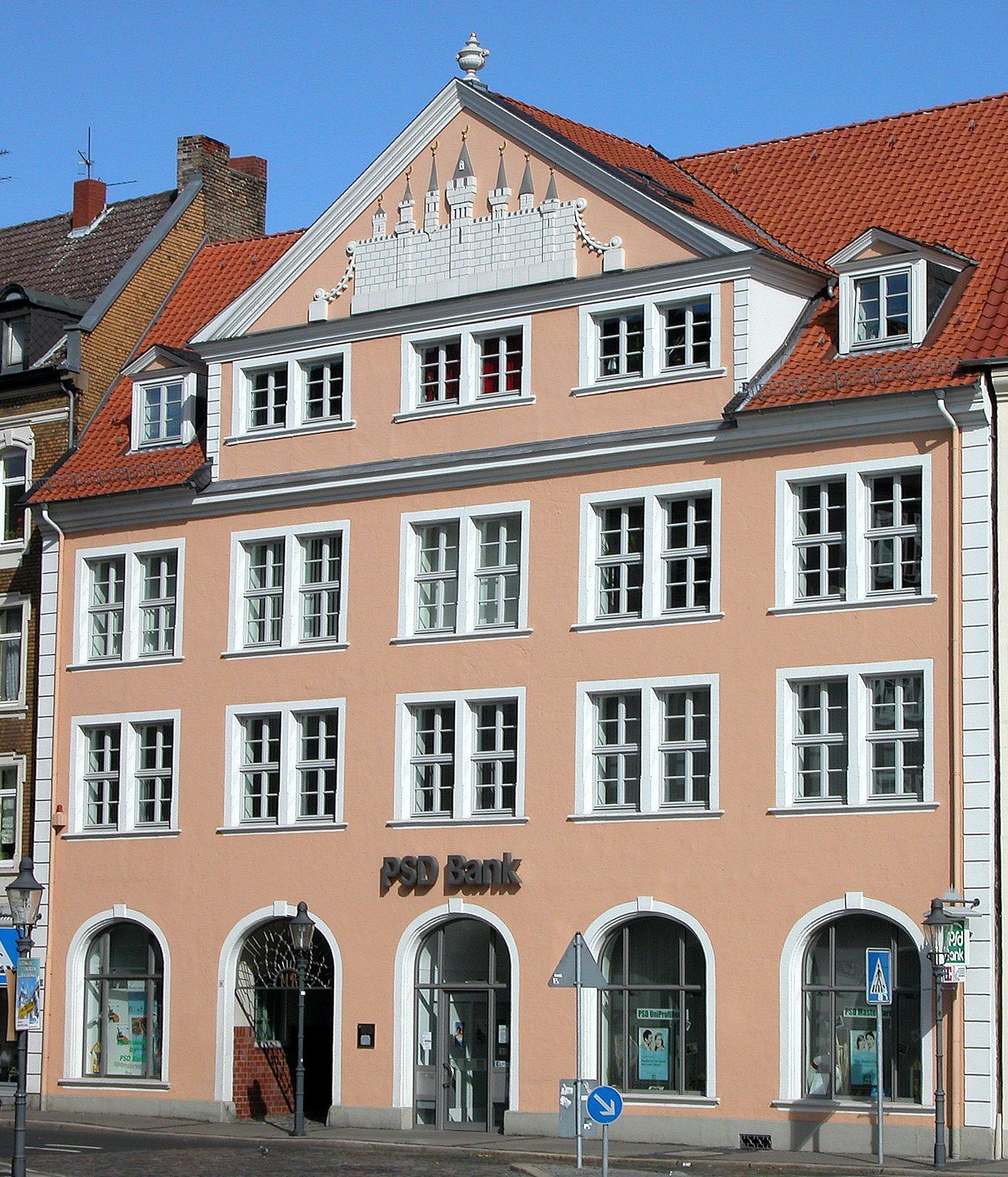
Das „Haus zu den 7 Türmen“

Das Haus zu den Sieben Türmen ist ein barockes Wohnhaus, welches zum Ensemble des Altstadtmarktes in Braunschweig gehört. Der Name leitet sich vom Relief im Giebelfeld ab.

## Hintergrund
Der Name „Haus zu den sieben Türmen“ oder „Die Sieben Türme“ für das Gebäude am Altstadtmarkt 11 ist seit 1249 belegt.
Die im Giebelfeld dargestellten Sieben Türme stehen nicht in Braunschweig, sondern stellen das „Gefängnis der sieben Türme“ in Konstantinopel dar. Die barocke Darstellung bedient sich hier der Allegorie der Halbmonde, obwohl Konstantinopel zur Zeit des zugrundeliegenden Geschehens noch nicht muslimisch war. Einer der vielen Sagen um Heinrich den Löwen zufolge soll ein dem Namen nach unbekannter Gefährte Heinrichs des Löwen auf der Pilgerfahrt 1172 ins Heilige Land in Konstantinopel im „Gefängnis der sieben Türme“ eingesessen haben. „Wenn ich je wieder herauskomme, baue ich ein Haus mit sieben Türmen,“ so lautete sein Gelöbnis.

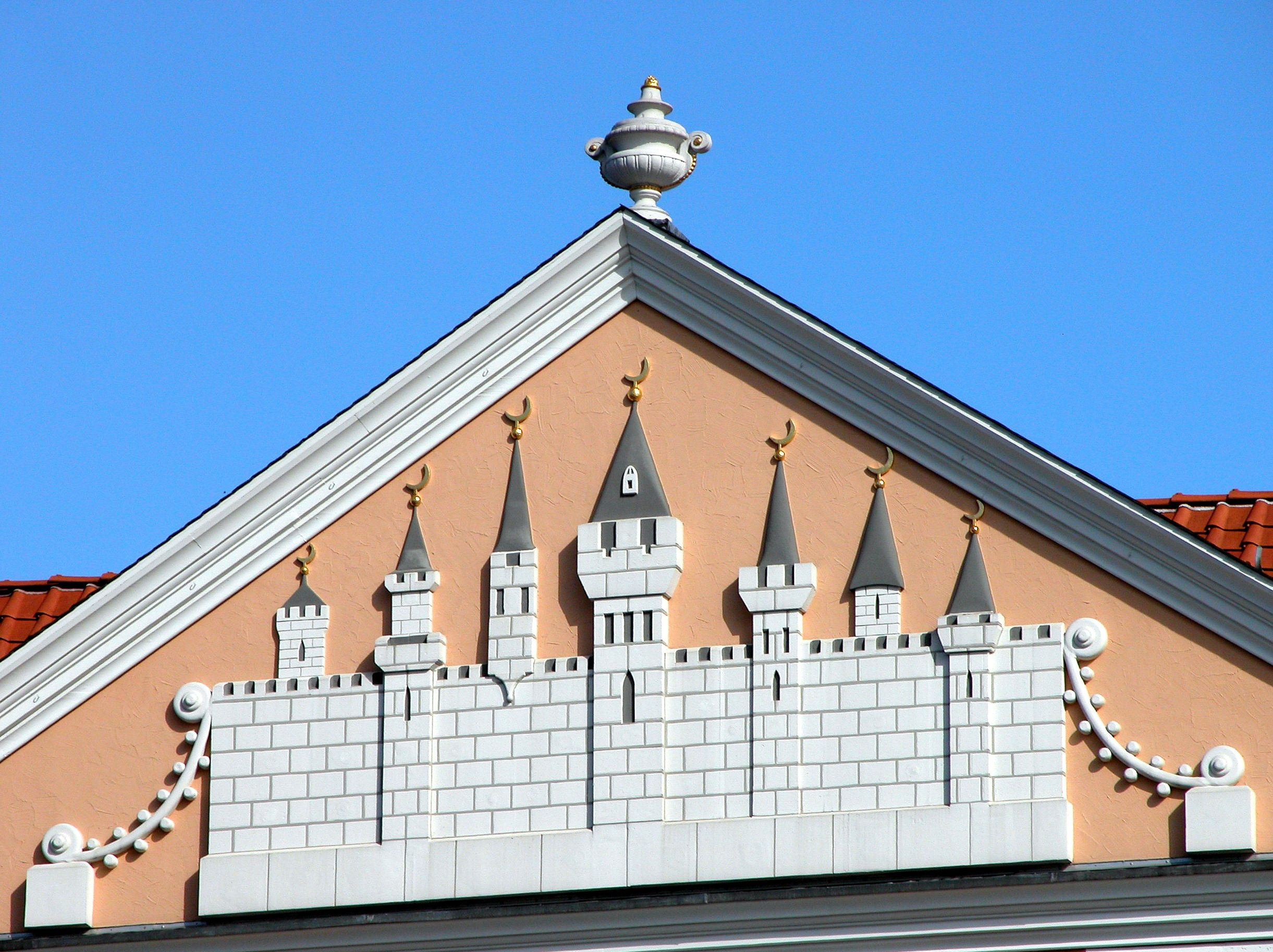
Relief im Giebelfeld

Im benachbarten Schuhhof brach im Jahre 1374 die „Große Schicht“, ein blutiger Aufstand der Gilden gegen den Rat der Altstadt aus. Im Verlauf dieser Schicht wurde der damalige Hausbesitzer und Bürgermeister der Altstadt Tile von Damm am 19. April 1374 auf dem Hagenmarkt hingerichtet und sein Haus geplündert und in Brand gesteckt. Die Front des heutigen Hauses entstand im Jahre 1708, ausführender Architekt soll Hermann Korb gewesen sein. Das Gebäude wurde nach Kriegsschäden nach 1945 instand gesetzt und 1996 grundlegend saniert.

## Die Familie von den Sieben Türmen
Unter der lateinischen Bezeichnung „de septem turribus“ finden sich im Urkundenbuch der Stadt Braunschweig bereits ab dem Jahr 1249 Einträge, die auf den Erbauer oder die Besitzer des Hauses zu den Sieben Türmen hinweisen. Dort werden sie unter anderem auch als „von den seven tornen“ bezeichnet. Namentlich genannt wird hier 1249 ein Ludolphus de septem turribus (Ratsherr der Altstadt 1253–1254), der gemeinsam mit einem Ekbertus de cimiterio als Zeuge bei einem Verkauf zwischen dem Ritter Johann von Wöhlde (Woledhe) und dem Kreuzkloster zugegen waren. Sein Name ist in weiteren Urkunden im Jahr 1254 angegeben. Ab 1281 taucht der Name seines Sohnes „Alexander de septem turribus“ (Ratsherr und Prokurator des Kreuzklosters; † 1306) mehrmals in Urkunden auf. Am 11. August 1286 wird zudem ein „Johannes de septem turribus“ (Bruder Alexanders) als Zeuge erwähnt. In einer Urkunde des Jahres 1289 wird über die Einigung der Brüder Alexander und Heinrich (Henricus) berichtet, die ihrer Schwester Sophia eine lebenslange Rentenzahlung aus dem Erbe des Vaters zusichern, dabei werden mehrere Besitzungen erwähnt, unter anderem ein Haus im Sack, eines in der Schöppenstedter Straße und eines in einer Vialia Engelardi (Engelhardssteg). In der Folge wird im Urkundenbuch am 27. März 1291 auch der nicht mehr latinisierte Name „Alexander von den Sieben Thürmen“ genannt und am 30. April und 7. Mai 1306 gibt es Einträge mit den Namen seiner Söhne Alexander und Ludolf von den Sieben Thürmen. Mehrere Töchter dieser Familie wurden Nonnen in den Klöstern zu Steterburg und Wienhausen und im Kreuzkloster. Die Familie wird bis 1320 in Urkunden erwähnt.

## Bekannte Besitzer
Nach der Familie von den Sieben Türmen, kam das Haus zunächst durch Erbschaft und Heirat der Tochter Alexanders von den Sieben Türmen, Sophia mit Ludolf Muntaries († 1305) in dessen Familie. Ungefähr ab 1339 gehörte das Gebäude der Braunschweiger Rats- und Patrizierfamilie von Damm. Als erster Besitzer wird Bertram von Damm, der Vater des Bürgermeisters Tile von Damm, genannt. Das Haus wurde nach der mutwilligen Zerstörung im Jahr 1374 durch die Söhne des Bürgermeisters an dieser Stelle neu errichtet. Es wurde 128 Jahre lang innerhalb der Familie vererbt. 1412 werden zwei Söhne namens Bertram von Damm als Besitzer genannt, anschließend der Sohn des jüngeren namens Tile, danach 1453 dessen Söhne Bertram und Tile. Sie verkauften es 1467 an Bertram von der Heyde. Es wurde im Jahr 1500 vom Vater des Reimbertus Algermissen erworben und befand sich mehr als 100 Jahre in deren Besitz. Über diese Familie kam es durch Heirat der Anna Remmerdes 1605 an den Kämmerer Johann Mittelstraß. Ein Stein der im Jahr 1880 aufgefunden wurde zeigt die Wappen dieser beiden Familien. Nach diesem kam es 1643 an Johannes Hauenschild, 1701 an Conrad Baders und 1745 schließlich an den Vikar Johann Gottfried Alders. Zu dieser Zeit waren von dem ursprünglichen Haus nur noch eine Kemenate in Hinterhof und einer der ehemaligen Türme war mit dem Brandgiebel eines Hauses in der Schützenstraße vermauert. Dieser soll sich später im Städtischen Museum befunden haben.